# Generation Wild
Generation Wild – trzeci album studyjny szwedzkiego zespołu glam metalowego Crashdïet wydany 14 kwietnia 2010 roku.

## Lista utworów
1. „442” – 0:53
2. „Armageddon” – 4:06
3. „So Alive” – 4:12
4. „Generation Wild” – 3:56
5. „Rebel” – 3:23
6. „Save Her” – 3:26
7. „Down with the Dust” – 2:47
8. „Native Nature” – 4:28
9. „Chemical” – 4:17
10. „Bound to Fall” – 4:15
11. „Beautiful Pain” – 4:42

## Twórcy
| - Simon Cruz – śpiew - Martin Sweet – gitara - Peter London – gitara basowa - Eric Young – perkusja |  | - Stefan Sundström – realizacja nagrań - Tobias Lindell – miks - Dragan Tanaskovic – mastering - Maléna – okładka |